# Stoborough
Stoborough är en by i civil parish Arne, i kommunen Dorset, i grevskapet Dorset, i England. Byn är belägen 13 km från Swanage. Byn hade 867 invånare år 2021. Byn nämndes i Domedagsboken (Domesday Book) år 1086, och kallades då Stanberge.